# 신완도교통
과거 있었던 완도군의 농어촌버스 회사로, 차량은 BS090 2대였다.
완도교통 계열사였다.
전남 78바 4500호대 면허를 사용하고 있는데 지금은 완도교통에 흡수된 것으로 추정된다.